# Sysctl
sysctl — в BSD и Linux — утилита, предназначенная для управления параметрами ядра на лету. Позволяет читать и изменять параметры ядра. Например - такие параметры как размер сегмента разделяемой памяти, ограничение на число запущенных процессов, а также включать функции наподобие маршрутизации.
Имеет конфигурационный файл /etc/sysctl.conf, в котором переопределяются необходимые параметры.

## proc
В операционных системах на основе ядра Linux существует ещё один интерфейс для управления параметрами ядра — виртуальная файловая система /proc. 
```
sysctl -w net.ipv4.ip_forward=1 
```

Вышеуказанной команде, включающей режим маршрутизатора, аналогична команда, записывающая в файл /proc/sys/net/ipv4/ip_forward значение «1».
```
echo 1 > /proc/sys/net/ipv4/ip_forward
```